# Riot on an Empty Street
Riot on an Empty Street (en español: Caos en una calle vacía) es el segundo álbum del dúo noruego Kings Of Convenience, publicado a mediados del año 2004. Contiene colaboraciones por parte de la vocalista canadiense Feist. Alcanzó el puesto número dos en singles populares en Noruega, el tercer puesto en Italia (manteniéndose en el chart durante todo el año), y el puesto número cuarenta y nueve en el Reino Unido. 
Este álbum contiene uno de los mayores éxitos de la banda, Misread.

## Lista de canciones
| N.º     | Título                                                  | Escritor(es)            | Duración |  |
| 1.      | «Homesick (Nostálgico)»                                 | Glambek Bøe, Øye        | 3:13     |  |
| 2.      | «Misread (Malinterpretación)»                           | Glambek Bøe, Øye        | 3:08     |  |
| 3.      | «Cayman Islands (Islas Caimán)»                         | Glambek Bøe, Øye        | 3:02     |  |
| 4.      | «Stay Out of Trouble (No te metas en problemas)»        | Glambek Bøe, Øye        | 5:04     |  |
| 5.      | «Know-How (Sé-cómo)»                                    | Glambek Bøe, Øye, Feist | 3:58     |  |
| 6.      | «Sorry or Please (Lo siento o por favor)»               | Glambek Bøe, Øye        | 3:47     |  |
| 7.      | «Love Is No Big Truth (El amor no es una gran verdad)»  | Glambek Bøe, Øye        | 3:48     |  |
| 8.      | «I'd Rather Dance With You (Preferiría bailar contigo)» | Glambek Bøe, Øye        | 3:29     |  |
| 9.      | «Live Long (Larga vida)»                                | Glambek Bøe             | 2:57     |  |
| 10.     | «Surprise Ice (Hielo sorpresa)»                         | Glambek Bøe, Øye        | 4:23     |  |
| 11.     | «Gold in the Air of Summer (Oro en el aire del verano)» | Glambek Bøe, Øye        | 3:33     |  |
| 12.     | «The Build-Up (La construcción)»                        | Glambek Bøe, Øye, Feist | 4:05     |  |
| 44 mins |                                                         |                         |          |  |

- Datos: Q1766379